# いれずみの男 (1969年の映画)
『いれずみの男』（いれずみのおとこ、The Illustrated Man）は、1969年のアメリカ合衆国のSF映画。ジャック・スマイト監督、ロッド・スタイガー主演。この映画は1951年に刊行されたレイ・ブラッドベリの短編集『刺青の男』のうちの3編、『草原 The Veldt』、『長雨 The Long Rain』、『今夜限り世界が The Last Night of the World』を原作としている。

## あらすじ
アメリカの雰囲気漂う未来世界で、レイ・ブラッドベリの3つの短編を抜粋し、ロッド・スタイガー演ずる刺青の男カールによって彼のタブーが語られる。『草原』では仮想現実の世界、『長雨』では神秘の惑星、そして『今夜限り世界が』では世界の終末を物語としている。犬を連れた男カールは、彼がこれまで誰にも話さなかった禁断の物語をある旅人に語る。それは、魔法を扱う遠方の農場の女フェリシアとの出会いから始まる。

## スタッフ
- 監督 - ジャック・スマイト
- 脚本 - ハワード・B・クライツェック
- 音楽 - ジェリー・ゴールドスミス

## キャスト
- ロッド・スタイガー - カール
- クレア・ブルーム - フェリシア
- ロバート・ドライヴァス - ウィリー
- ドン・ダビンズ - ピッカード
- ジェイソン・エヴァーズ - サイモンズ
- ティム・ウェルドン - ジョン
- クリスティーヌ・マチェット - アンナ

## 製作
この映画はレイ・ブラッドベリの同名の短編集を基にしている。ただし、映画用の脚本に書き直したのはハワード・B・クライツェックであり、監督はジャック・スマイトである。映画化に当たってブラッドベリへの相談はなかった。ブラッドベリはこの小説の映画化の権利を8万5千ドルで1967年12月に売却した。原作の18の短編のうち、スマイトは3つを選び、残りはプロローグとエピローグでの語りを構成するのに当て、また1950年代より人気俳優だったロッド・スタイガーを起用した。この映画のアメリカ国内のレートはMである。

## 評価
この映画は経済的な失敗が指摘されている。タイム誌は「『いれずみの男』の失敗の責任は監督のジャック・スマイトにある。彼はその趣味とすべての過ちを犯した。特にスタイガーをすべての短編に配役したことである」との評を掲載した。
ニューヨーク・タイムズ紙のヴィンセント・キャンバイが書いたところによると、「クライツェック氏の脚本はキレがなく、焦点があっておらず、幻覚と気まずさの中で書かれている」。彼はまた「気味の悪い美しさ」があるとしたものの、監督はこの脚本に縛られたと確信している。「すべてが胎児のようで発達不十分であり、さも壮大なように見せかけているだけである」。キャンバイに呼応するように、シカゴ・サンタイムズ紙のロジャー・エバートも「スマイトは混乱しており、話がどう持って行きたいのか全くつかめない」と書いている。エバートは失敗の原因は役者の演技とキャラクターにあるが、それは致命的ではないとしている。最たる失敗は、観衆の予想への十分な注意力がないことであり、3つの短編それぞれおよびそれらを統合するロジックが十分ではないとしている。「なので、この映画は西部喜劇がたびたび陥るような失敗とは異なる。なぜならその手のジャンルは観客が次を予測できるからである」。
2006年にDVDが発売された時の解説では、「この映画は1960年代特有の反骨文化が顕著であり、終末的未来像を描いたが、実際はそうはならなかった」と書かれている。

## リメイク
2007年にザック・スナイダー監督によるこの映画のリメイクの計画が発表されたが、2015年現在完成には至っていない。